# Ейрдріоніанс (1878)
«Ейрдріоніанс» (шотл. Airdrieonians) — колишній професійний шотландський футбольний клуб з міста Ейрдрі. Домашні матчі проводив на стадіоні «Ексельсіор», який вміщує 10 170 глядачів. Припинив існування у 2002 році через борги.

## Історія
Клуб припинив існування в кінці сезону 2001-02, незважаючи на те, що команда демонструвала пристойну гру і зайняла друге місце в Першому дивізіоні ШФЛ, пропустивши вперед лише «Партік Тісл».
«Ейрдріоніанс» став першим з 1967 року, коли збанкрутував «Терд Ланарк», футбольним клубом Шотландії, що припинив існування.
Новий клуб «Ейрдріоніанс», утворений відразу ж в 2002 році, претендував на місце в шотландській лізі, звільнене попередниками, але клопотання було відхилено на користь клубу «Гретна», який до цього виступав у англійській лізі.

## Досягнення
- Чемпіонат Шотландії:
  - Срібний призер (4): 1922—23, 1923—24, 1924—25, 1925—26
  - Бронзовий призер (1): 1905—06
- Кубок Шотландії:
  - Володар (1): 1923–24
  - Фіналіст (3): 1974—75, 1991—92, 1994—95